# Stati Generali del 1355
Gli stati generali del 1355 furono convocati da re Giovanni II di Francia, detto Giovanni il Buono, a Parigi il 2 dicembre del 1355.

## Le premesse: la Guerra dei Cent'anni e il trattato di Mantes
Giovanni II succedette nel 1350 al padre, re Filippo VI, sul trono di Francia, come secondo della dinastia dei Valois. La successione fu contestata da Carlo II di Navarra, che in quanto figlio di Giovanna II di Navarra, primogenita di re Luigi X di Francia, rivendicava il trono come membro della precedente dinastia, i Capetingi. Per tali ragioni dinastiche, e interessi economiche dovute alla non sottomissione del regno di Navarra alla Francia, re Carlo II di Navarra si alleò con re Edoardo III d'Inghilterra che dal 1337 aveva iniziato una guerra, poi nota con il nome di Guerra dei Cent'anni, contro la Francia.
Per non infrangere una momentanea tregua con gli inglesi, re Giovanni II di Francia siglò il 22 febbraio 1354 con Carlo II di Navarra il trattato di Mantes con cui il re francese rinunciava alle località di Beaumont-le-Roger, i castelli di Breteuil, Conches e Pont-Audemer, la piana del Cotentin con la città di Cherbourg, e le viscontee di Carentan, Coutances e Valognes in Normandia. Di controparte il re di Francia si garantì le località di Asnières-sur-Oise, Pontoise, Beaumont e la regione dello Champagne.
Nonostante gli accordi e le ricchezze economiche che garantivano alla Navarra un ducato feudale indipendente, re Carlo II non rinunciò alle mire sul trono francese.

## La convocazione degli Stati generali
Le gravose condizioni economiche dovute alla guerra e ai trattati di pace, e le mire di re Carlo II portarono alla convocazione degli Stati generali il 2 dicembre 1355. Re Edoardo III d'Inghilterra aveva inviato suo figlio Edoardo il Principe Nero a Bordeaux nell'autunno dello stesso anno, ed egli aveva devastato la Linguadoca. Il 28 dicembre 1355 gli Stati generali sancirono:
- il reclutamento di trentamila unità per la difesa nazionale;
- la gabella sul sale, tassa poco gradita al popolo;
- una tassa sulla vendita di mercanzie.

Il controllo degli Stati generali fu affidato a Robert Le Coq, vescovo di Laon, e ad Étienne Marcel, uomo politico francese proveniente da una ricca famiglia di mercanti di panni.
Durante tali Stati generali si dispose che i proventi provenienti dalle nuove tasse venissero riscossi e controllati da ufficiali designati dagli Stati generali stessi, sottraendo la prerogativa che avevano gli esattori reali. Inoltre dieci deputati delegati dagli Stati generali entrarono nei consiglieri del re per controllare le finanze. Con tale ordinanza, gli Stati generali toglievano al re ed ai suoi ministri la gestione assoluta delle finanze.

## Conseguenze: La prigionia di Giovanni II e la Grande Ordinanza del 1357
Respinto il figlio di Edoardo III d'Inghilterra sino a Poitiers, l'esercito francese venne sconfitto dagli inglesi, e re Giovanni II fu condotto prigioniero il 19 settembre 1356. Ciò comportò due nuove convocazioni degli Stati generali negli anni 1356 e 1357.
Durante tale vuoto di potere, il delfino di Francia, Carlo, futuro Carlo V, fu esautorato dai suoi poteri, ed il controllo di Parigi e della guerra in corso andò agli Stati generali, controllati ancora da Étienne Marcel. Egli riuscì nel corso degli Stati generali del 1357 a fare approvare la Grande Ordinanza per limitare i poteri della monarchia assoluta, testo ispirato alla Magna Charta inglese.